# فرانك إي. هيوز
فرانك إي. هيوز (بالإنجليزية: Frank E. Hughes)‏ هو مصمم إنتاجي أمريكي، ولد في 14 يونيو 1893 في مقاطعة كيرن في الولايات المتحدة، وتوفي في 26 أبريل 1947.

## وصلات خارجية
- فرانك إي. هيوز على موقع IMDb (الإنجليزية)
- فرانك إي. هيوز على موقع أول موفي (الإنجليزية)
- فرانك إي. هيوز على موقع قاعدة بيانات الفيلم (الإنجليزية)